# Persay Ferenc
Persai Persay Ferenc Pál (Cegléd, 1854. június 22. – Budapest, 1937. augusztus 4.) jogász, ügyvéd, Bars vármegye utolsó magyar alispánja, Bars vármegye tiszti főügyésze, hírlapíró, az irredentista Honvédelmi Párt korelnöke, a III. osztályú Polgári Hadi Érdemkereszt tulajdonosa.

## Családja és származása

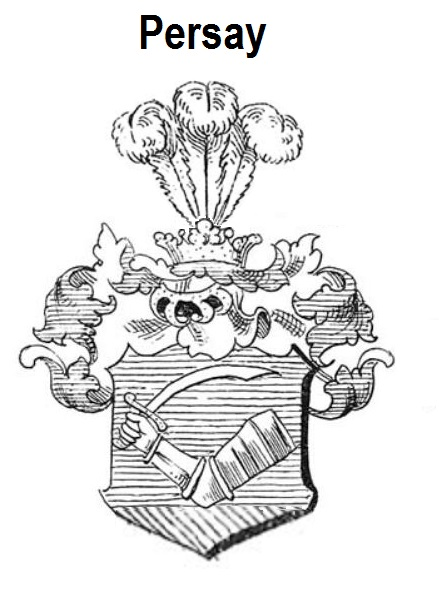
A Persay család címere (rajz)

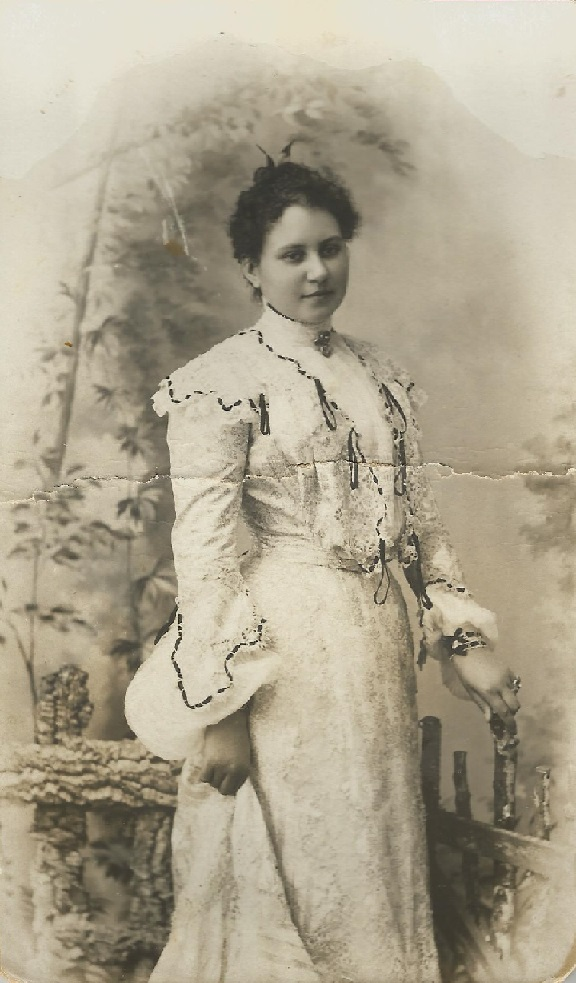
Persay Ferencné Rakovszky Margit

A Pest-Pilis-Solt-Kiskun vármegyei nemesi származású persai Persay család sarja; a Persay család legkorábbi eddigi ismert említése 1480-ból való, holott ekkor a tagjai már földbirtokos nemesek voltak. Édesapja persai Persay Sándor (1818–1885), ceglédi gyógyszerész, édesanyja Rigler Anna Terézia (1827–1876) volt. Apai nagyszülei az abonyi születésű persai Persay Sándor (1788–1850), abonyi uradalmi ispán és a törteli születésű brezányi Brezányi Zsuzsanna (1788–1830) asszony voltak. Persay Ferencnek három leány- és egy fiútestvére volt: Hudák Antalné Persay Ilona, Röck Gyuláné Persay Róza, nemes Dobos Jánosné Persay Anna (1859–1915), és Persay Elek (1856–1908), ceglédi gyógyszerész, városi tanácsos. Persay Ferenc nagybátyja, persai Persay János (1813–1870), áporkai földbirtokos; unokatestvére, az előbbinek a fia, persai Persay Gyula (1855–1924), novai gyógyszerész, Zala megyebizottsági tag, birtokos, "Nova és Vidéke Takarékpénztár Részvénytársaság" vezérigazgatója volt.

## Élete
Az alaptanulmányait a Nyitrai Piarista Gimnáziumban fejezte be; a Budapesti Királyi Magyar Tudomány-Egyetemen jogot végzett. Fiatal korában 1872-től 1873-ig a "Füzér"-nek, a nyitrai római katolikus főgimnázium önképző egylete havi közlönyének a szerkesztője volt. 1875-ben Horn Ede egyetemi tanár halála után a temetésén Persay Ferenc beszédet mondott, fájdalommal emlékezve meg arról, hogy az ifjúság milyen nemes mintaképet veszített az elhunyt tudósban és publicistában, aki egyben a kedves mentora is volt.
A Nyitrai Piarista Gimnáziumától nem szakadt el felnőtt korában sem; a gimnázium mellett fennálló Szent Ágostonról címzett segélyezőegyesület rendes tagja volt az 1892-es alapítása óta. 1896. december 17.-én Persayt Bars vármegye tiszti főügyészévé választották meg; Persay Ferenc 1896 és 1918 között Bars vármegye főügyészeként tevékenykedett; 1907. december 31-én Bars vármegye tisztújító közgyűlésén a régi tisztviselőket újólag megválasztották. Nagyobb harc csupán a főügyészi állás betöltésénél volt, de itt is a volt főügyész, Perzsay Ferenc lett győztes. 
A Tanács Köztársaság megbukása után, Persay Ferencet Bars vármegye alispánjává választották, aki azonnal helyreállította a rendet a nagy zűrzavarban. Dr. Tomcsányi János elbeszélése szerint: "Az új alispán hol szép szóval, hol paranccsal engedelmességre kényszerítette az embereket. A gazdák örültek, hogy vége a hejehujának."
A trianoni békeszerződés aláírása után, igen aktív szerepet töltött az irredentista világon. A megszállt vármegyék követei Pest vármegye székházának közgyűlési termében ülést tartottak, és ekkor dr. Persay Ferenc, Bars megye alispánja elnöki megnyitójában azt jelentette ki, hogy "él a magyar, áll Buda még. Az a szerződés, amelyet ma Párisban aláírnak, nem hozza a magyar békét. A hivatalos magyar kormány aláírhatja ugyan, de Magyarország népe békeszerződésnek elismerni nem fogja soha." 1920. májusában a Területvédő Liga küldöttsége dr. Persay Ferenc barsi alispán vezetésével tiszteletét tette nagybányai Horthy Miklós kormányzónál, és a tárgyalásokat is ő vezette. Ennek a Ligának az egyik alapító tagja is volt. Másrészt, a megszállott törvényhatóságok követgyűlésének az elnöke is volt. A területvédő liga megszünése után, 1921. szeptember 16.-án megalakult a szintén irredentista Honvédelmi Párt, melynek az elnöke Urmánczy Nándor, a korelnöke maga Persay Ferenc lett. 1922-ben Persay Ferenc tevékenykedett a Honvédelmi Párton belül a "követgyülésének és a követgyülés feloszlatott központi irodájának elnökeként".
1937-ben hunyt el Budapesten. Halálakor úgy emlékeztek róla az újságban, hogy "az összeomlás óta itt élt közöttünk ez a halkszavú, nagyképzettségű öregur, aki büszkén viselte az élet trianoni átkát, nem panaszkodott, nem mutatta, hogy a kicsinyes, napi megélhetési gondokért kell küzdenie. Mindig mosolygott, mindenkihez volt egy jó, vigasztaló szava. Fanatikus hittel hirdette a magyar feltámadást, az integritást". A Farkasréti temetőben temették el.

## Házassága és gyermekei
1894. november 11-én Aranyosmaróton feleségül vette Rakovszky Margit Brigitta Mária (Aranyosmarót, 1874. június 8.–1953.) kisasszonyt, akinek a szülei Rakovszky Ferenc (1842–1907) királyi közjegyző, és czeczei Mátéffy Brigitta (1853–1895) voltak. A menyasszony anyai nagyszülei czeczei Mátéffy Ignác (1812–1882), fogházfelügyelő Aranyosmaróton és királyházi Ruffy Mária (1825–1900) asszony voltak. Az anyai nagyapai dédszülei czeczei Mátéffy János (1774–1824), földbirtokos és nemes Csécsy Franciska (1776–1829) voltak. Az anyai nagyanyai dédszülei királyházi Ruffy András (1800–1877), táblabíró, földbirtokos és tésai Foglár Mária (1801–1857) voltak. Persay Ferenc és Rakovszky Margit házasságából született:
- Persay Brigitta (Aranyosmarót, 1895. november 23.–Budapest, 1987. augusztus 8.). Férje: limpensi Janssen Lajos (Pándorfalu, 1875. március 9.), okleveles mérnök, hites szabadalmi ügyvivő.[26]
- Persay Anna Vilma Ida "Anikó" (Aranyosmarót, 1897. február 14.–Budapest, 1950. február 16.).[27] Férje: dobói Dobay Dezső (Budapest, 1896. november 26.– Budapest, 1979. szeptember 1.), hadbiztos ezredes.[28]
- Persay Margit
- Persay György (Aranyosmarót, 1905. június 23.–Nyíregyháza, 1978. december 4.), mezőgazdasági mérnök, a tiszalöki járás gazdasági felügyelője.[29] Neje: Pazonyi Margit (Nyíregyháza, 1917. január 24. – Budapest, 1985. október 25.).[30]

## Származása
| persai dr. Persay Ferenc Pál (Cegléd, 1854. június 22. – Budapest, 1937. augusztus 4.) jogász, Bars vármegye alispánja | Apja: persai Persay Sándor Antal Mihály (Újkécske, 1818. október 12. – Cegléd, 1885. április 4.) gyógyszerész | Apai nagyapja: persai Persay Sándor János Nepomuk (Abony, 1788. március 17. – Abony, 1850. november 14.) uradalmi ispán Abonyban | Apai nagyapai dédapja: persai Persay István (1742.– Abony, 1820. május 29.) uradalmi tiszttartó Abonyban (Szülei: persai Persay Gáspár és magyarbaksai Dull Judit)                                                  |
| persai dr. Persay Ferenc Pál (Cegléd, 1854. június 22. – Budapest, 1937. augusztus 4.) jogász, Bars vármegye alispánja | Apja: persai Persay Sándor Antal Mihály (Újkécske, 1818. október 12. – Cegléd, 1885. április 4.) gyógyszerész | Apai nagyapja: persai Persay Sándor János Nepomuk (Abony, 1788. március 17. – Abony, 1850. november 14.) uradalmi ispán Abonyban | Apai nagyapai dédanyja: lipcsei Sartory Borbála (Sári, 1754. december 2. – Abony, 1835. március 30.) (Szülei: lipcsei Sartory Lipót újhartyáni uradalmi ispán és Schmir Katalin)                                    |
| persai dr. Persay Ferenc Pál (Cegléd, 1854. június 22. – Budapest, 1937. augusztus 4.) jogász, Bars vármegye alispánja | Apja: persai Persay Sándor Antal Mihály (Újkécske, 1818. október 12. – Cegléd, 1885. április 4.) gyógyszerész | Apai nagyanyja: brezányi Brezányi Zsuzsanna (Törtel, 1788. június 26. – Abony, 1830. augusztus 25.)                              | Apai nagyanyai dédapja: brezányi Brezányi János (Csány, Heves vm., 1751. január 15. – Törtel, 1824. január 13.) törteli birtokos (Szülei: brezányi Brezányi Gáspár, csányi, Heves vm.i birtokos, és Langó Erzsébet) |
| persai dr. Persay Ferenc Pál (Cegléd, 1854. június 22. – Budapest, 1937. augusztus 4.) jogász, Bars vármegye alispánja | Apja: persai Persay Sándor Antal Mihály (Újkécske, 1818. október 12. – Cegléd, 1885. április 4.) gyógyszerész | Apai nagyanyja: brezányi Brezányi Zsuzsanna (Törtel, 1788. június 26. – Abony, 1830. augusztus 25.)                              | Apai nagyanyai dédanyja: nemes Kanyó Klára (Tápiószele, 1755. december 13. – Törtel, 1836. november 19.) (Szülei: nemes Kanyó István, birtokos, és nemes Borbély Zsuzsanna)                                         |
| persai dr. Persay Ferenc Pál (Cegléd, 1854. június 22. – Budapest, 1937. augusztus 4.) jogász, Bars vármegye alispánja | Anyja: Rigler Anna Terézia (Vác, 1827. november 27. – Cegléd, 1876. szeptember 22.)                           | Anyai nagyapja: Rigler Ferenc (1795. – Nyitra, 1880. október 5.) váci uradalmi ispán, a nyitrai püspöki uradalom főpénztárnoka   | Anyai nagyapai dédapja: |
| persai dr. Persay Ferenc Pál (Cegléd, 1854. június 22. – Budapest, 1937. augusztus 4.) jogász, Bars vármegye alispánja | Anyja: Rigler Anna Terézia (Vác, 1827. november 27. – Cegléd, 1876. szeptember 22.)                           | Anyai nagyapja: Rigler Ferenc (1795. – Nyitra, 1880. október 5.) váci uradalmi ispán, a nyitrai püspöki uradalom főpénztárnoka   | Anyai nagyapai dédanyja: |
| persai dr. Persay Ferenc Pál (Cegléd, 1854. június 22. – Budapest, 1937. augusztus 4.) jogász, Bars vármegye alispánja | Anyja: Rigler Anna Terézia (Vác, 1827. november 27. – Cegléd, 1876. szeptember 22.)                           | Anyai nagyanyja: Tresler Anna Mária Jozefa (Vác, 1807. március 30.– †?)                                                          | Anyai nagyanyai dédapja: Tresler János Mihály (Vác, 1754. szeptember 4.– Vác, 1823. június 7.) Vác város szenátora (Szülei: Tresler Márton és Heblinger Erzsébet)                                                   |
| persai dr. Persay Ferenc Pál (Cegléd, 1854. június 22. – Budapest, 1937. augusztus 4.) jogász, Bars vármegye alispánja | Anyja: Rigler Anna Terézia (Vác, 1827. november 27. – Cegléd, 1876. szeptember 22.)                           | Anyai nagyanyja: Tresler Anna Mária Jozefa (Vác, 1807. március 30.– †?)                                                          | Anyai nagyanyai dédanyja: Rieck Terézia (Vác, 1764. április 19. – Vác, 1841. június 23.) (Szülei: Rieck András és Sotin Terézia)                                                                                    |